# マックス・ザスロフスキー
マックス・ザスロフスキー (Max Zaslofsky, 1925年12月7日 - 1985年10月15日) は、ニューヨーク州ブルックリン出身の元バスケットボール選手。出身大学はセント・ジョンズ大学。NBAの最初期に活躍し、得点王にも輝いた経歴を持つ。

## 経歴
ザスロフスキーはユダヤ系でロシアから移民した両親のもとに生まれ、ブルックリン、ブラウンズビルのユダヤ系の多い地区で育った。少年時代は近所のプレイグラウンドに通いつめ、毎日5～6時間のバスケット漬けの日々を過ごした。高校はトーマス・ジェファーソン高校に進学し、そこでバスケット選手として注目を集めるようになるが、高校卒業後は兵役に就き、第二次世界大戦中の2年間を海軍で過ごした。除隊後はセント・ジョンズ大学に進学し、最初のシーズンには平均7.8得点、通算140得点を記録し、チームの主要な得点源の一人として活躍した。
ザスロフスキーが大学でプレイしていた頃、アメリカのバスケットボール界に初の本格的なプロバスケットリーグBAA（NBAの前身）が誕生した。当時結婚したばかりのザスロフスキーは家計を支えるためにも大学を1年で中退し、この生まれたばかりのリーグに参加することを決意した。

### プロキャリア
シカゴ・スタッグズに入団したザスロフスキーは1年目からチームのリーディングスコアラーとして活躍し、シーズン通算877得点（平均14.4得点）はリーグ4位の成績を残してオールNBA1stチームに選出された。ザスロフスキーにチック・ハルベルト、ミッキー・ローター擁するスタッグズは地区トップの39勝をあげ、プレーオフも勝ち抜いてファイナルに進出するが、フィラデルフィア・ウォリアーズに4勝1敗で敗れ、惜しくも初代NBAチャンピオンの栄誉に輝くことはでいなかった。翌シーズンにはそのシーズン唯一の通算1000得点越えとなる1007得点（平均21.0得点）を記録し得点王に輝くと、ザスロフスキーは以後3シーズン連続1000得点以上を達成するリーグを代表するスコアラーとなり、またオールNBA1stチームにも4年連続で選出される、リーグ屈指の実力者となった。ザスロフスキー個人は順調にキャリアを重ねる一方で、チームはファイナルに進出して以降は中堅チームの座に落ち着いてしまい、以後目立った成果をあげることはできず、そしてついには1949-50シーズンを最後にチーム解散の憂き目にあった。
スタッグズの選手のうち3選手はニューヨーク・ニックス、ボストン・セルティックス、ウォリアーズの3チームによるくじ引きで移籍先が決定されることになり、この3チームにとって最大の目玉はザフロスキーであり、セルティックスの伝説的なヘッドコーチ、レッド・アワーバックも是非ともザフロスキーを欲したが、ザフロスキーを手に入れる幸運に恵まれたのはニックスだった。ちなみにこの時セルティックスが"渋々"受け入れたのが、ボブ・クージーだった。
故郷ニューヨークに戻ったザスロフスキーだが、スタッグズとはチーム事情が異なるニックスでは、チームメイトのハリー・ギャラティンらと得点機会を分け合ったためザスロフスキーの成績は後退したが、ザスロフスキーが入団したそのシーズンからニックスは3年連続ファイナルに進出するなど、最初の黄金期を迎えた。ザスロフスキー個人も1952年のオールスターに初選出されている。しかし悲願の優勝は叶わず、3回連続ファイナル敗退となった1952-53シーズンを最後にザスロフスキーはニックスを去り、ボルティモア・ブレッツに移籍した。
1953-54シーズンをブレッツで迎えたザスロフスキーだが、ここでもチーム解散の憂き目に遭い、ブレッツから放出されたザスロフスキーはミルウォーキー・ホークスに移籍した後、さらにフォートウェイン・ピストンズに移籍した。
ピストンズでは中心選手のジョージ・ヤードリーやラリー・ファウストらのサポート役に回り、平均11.2得点を記録。チームはザスロフスキーが合流したこの年、一気にファイナルに進出したが、シラキュース・ナショナルズに敗れた。翌1955-56シーズンのザスロフスキーの成績は初めて平均得点が二桁を割り込み、ザスロフスキーは9試合をプレイした時点で、現役から引退した。

### プレースタイルと業績
ザスロフスキーは得点王1回、1949-50シーズンにはフリースロー成功率84.3%を記録し、リーグ1位に輝くなど、正確なシュートを武器に得点を稼いだスコアラーであり、リーグを代表するガードだった。プロキャリア通算は7990得点（平均14.8得点）であり、彼が引退した1956年の時点で通算7900得点を突破したリーグ3番目の選手だった。また彼は所属するチームの先々でチームをファイナルに導いており、シーズン途中で移籍したブレッツ、ホークスを除いては全チームをファイナルに進出させ、彼のキャリア10年の中で、ファイナル進出は5回を誇るが、ついに優勝とは縁がなかった。
またザスロフスキーはユダヤ人バスケットボール選手の中で最も偉大な人物の一人と評されており、『国際ユダヤ人スポーツの殿堂』と『ニューヨーク・スポーツ殿堂』にそれぞれ殿堂入りしている。

### コーチキャリア
1967年からニューヨーク・ネッツで2シーズン指揮を採ったが、通算成績は53勝103敗と振るわなかった。